# 1, 2 Step
1, 2 Step – piosenka napisana przez Ciarę i raperkę Missy Elliott, producentem jest Jazze Pha.
Piosenka jest drugim singlem promującym płytę Goodies (2004).
W Stanach Zjednoczonych została wydana w październiku 2004, na świecie w drugim kwartale 2005. Utwór szybko wskoczył do pierwszej dziesiątki notowania Billboard Hot 100, utrzymywał się na 2. miejscu przez 7 tygodni. W lutym 2005 przez tydzień utrzymywał się na pierwszym miejscu notowania AT40 charts.
Video było kręcone w Atlancie, na torze wrotkowym i na ulicy. W teledysku można zobaczyć jak Ciara uczy innych tytułowego tańca 1, 2 Step, taniec jest bardzo podobny do tradycyjnego tam grapevine.
"1, 2 Step" zostało nominowane do Grammy Award 2006 w kategorii "Best Rap/Sung Collaboration" (Najlepszy rap/ ze śpiewaną współpracą), utwór przegrał jednak z "Numb/Encore" Jaya-Z i Linkin Park.

## Listy Przebojów
| Notowania (2004)                                | Najwyższe miejsce |
| ----------------------------------------------- | ----------------- |
| U.S. Billboard Hot 100                          | 2                 |
| U.S. Billboard Pop 100                          | 1                 |
| U.S. Billboard Hot R&B/Hip-Hop Singles & Tracks | 4                 |
| U.S. Billboard Hot Dance Club Play              | 29                |
| U.S. ARC Weekly Top 40                          | 1                 |
| Canadian Singles Chart                          | 1                 |
| ARIA Urban Chart                                | 1                 |
| ARIA Top 50                                     | 2                 |
| New Zealand Singles Chart                       | 2                 |
| Ireland Singles Chart                           | 3                 |
| Notowania (2005)                                | Najwyższe miejsce |
| Official UK Singles Chart                       | 3                 |
| German Singles Chart                            | 7                 |
| Finland Singles Chart                           | 10                |
| Brazil Singles Chart                            | 12                |
| China Singles Chart                             | 12                |
| Italy Singles Chart                             | 12                |
| Belgium Singles Chart                           | 14                |
| Netherlands Singles Chart                       | 17                |
| Sweden Singles Chart                            | 23                |
| French Singles Chart                            | 31                |
| Canadian BDS Airplay Chart                      | 38                |